# Kristian Jaani
Kristian Jaani (Tallinn, 1976. december 11.) észt rendőrtiszt, politikus, 2021. január 26-tól Kaja Kallas kormányában belügyminiszter.

## Életrajza
1999-ben végezte el az Észt Belbiztonsági Akadémia alapképzését rendészeti szakon, majd ugyanott 2014-ben mesterdiplomát szerzett belbiztonság szakon.
Szakmai pályafutását 1997-ben kezdte az Észt Rendőrségnél. Első beosztási helye a Tallinni Rendőrkapitányságon volt. 1998-től Tallinni Rendőrkapitányság déli részlegének nyomozati osztályán, majd bűnügyi nyomozati osztályán dolgozott.  2002-ben kapta első vezetői beosztását.
2013–2021 között az Észt Rendőrség és Határőrség Észak-észtországi Prefektúrájának vezetője volt.
Kaja Kallas 2021 januárjában megalakult koalíciós kormányába pártonkívüli jelöltként az Észt Centrumpárt javasolta a belügyminiszteri posztra. 2021. január 26-án tette le a miniszteri esküt. Kristian Jaaninak ez az első politikai tisztsége.

## Kitüntetései
- Saskereszt-rend IV. fokozata, 2008[2]

## Magánélete
Nős, két gyermeke van.